# Borongan
Borongan è una municipalità di prima classe delle Filippine, capoluogo della Provincia di Eastern Samar, nella Regione del Visayas Orientale.
Il Republic Act N. 9394 aveva concesso a Borongan lo status di città; il 18 novembre 2008 la Corte Suprema delle Filippine ha però accolto un ricorso della Lega delle Città delle Filippine annullando la trasformazione in città di 16 municipalità, tra cui Borongan.
Borongan è formata da 61 baranggay:
- Alang-alang
- Amantacop
- Ando
- Balacdas
- Balud
- Banuyo
- Baras
- Bato
- Bayobay
- Benowangan
- Bugas
- Cabalagnan
- Cabong
- Cagbonga
- Calico-an
- Calingatngan
- Campesao
- Can-abong
- Can-aga
- Camada
- Canjaway

- Canlaray
- Canyopay
- Divinubo
- Hebacong
- Hindang
- Lalawigan
- Libuton
- Locso-on
- Maybacong
- Maypangdan
- Pepelitan
- Pinanag-an
- Punta Maria
- Purok A (Pob.)
- Purok B (Pob.)
- Purok C (Pob.)
- Purok D1 (Pob.)
- Purok D2 (Pob.)
- Purok E (Pob.)
- Purok F (Pob.)

- Purok G (Pob.)
- Purok H (Pob.)
- Sabang North
- Sabang South
- San Andres
- San Gabriel
- San Gregorio
- San Jose
- San Mateo
- San Pablo
- San Saturnino
- Santa Fe
- Siha
- Songco
- Sohutan
- Suribao
- Surok
- Taboc
- Tabunan
- Tamoso